# Mycobacterium lepromatosis
Mycobacterium lepromatosis es una bacteria que, al igual que Mycobacterium leprae, causa lepra (enfermedad de Hansen). Fue descubierta en 2008. El análisis de sus genes 16S rRNA confirma que esta especie es distinta de la Mycobacterium leprae.